# 利卡西平
利卡西平是一种含氮有机化合物，分子式C15H14N2O2，可作为电压门控钠离子通道的阻滯劑，能作为情緒穩定劑，也是奥卡西平在体内的活性代謝產物。